# 红茶沟森林公园
红茶沟森林公园位于柳州市融安县城西郊3公里处。景区中部以原始植被为主，其中生长有国家一级珍稀保护植物桫椤等。四季景色变幻，春观山茶花、杜鹃花，夏观云海，秋观红叶，冬观雪景。